# 猴痘病毒
猴痘病毒（MPXV，MPV, hMPXV）是一种双链DNA人畜共患病毒，該病毒會导致人类和其他动物患上猴痘。猴痘病毒为痘病毒科正痘病毒属一员，与天花病毒、痘苗病毒和牛痘病毒是正痘病毒中对人类致病的4种病毒，同样都具有包膜，含有可溶性抗原、核蛋白抗原和红细胞凝集素。四者抗原性质基本相同，彼此之间有交叉免疫性。猴痘病毒呈椭圆形，外膜为脂蛋白。基因组约为190 kb。天花病毒和猴痘病毒都是正痘病毒，如果在患病前3—5年内接种天花疫苗，可以有效预防猴痘。人类猴痘的症状包括皮疹形成水泡然后结痂、发烧和淋巴结肿大。该病毒可通过直接接触病变或体液在动物和人类之间传播。该病毒从猴子中分离出来后被命名为"猴痘病毒"，但该病毒的大多数携带者是较小的哺乳动物。
起源自中部非洲的猴痘病毒被称为刚果盆地（中非）遗传演化支（Clade）病毒，另一支則是西非的分支病毒。学者發現中非分支病毒的毒性比西非分支病毒毒性更高。
猴痘病毒所致的疾病猴痘与天花相似，但引發的皮疹症狀较轻，死亡率也较低。
该病毒在中部非洲流行，那里人类感染相对频繁。虽然猴痘病毒有许多自然宿主，但确切的宿主和病毒在自然界中的传播方式仍有待进一步研究。

## 病毒学

### 分类
猴痘病毒属于痘病毒科的正痘病毒属，已被世界卫生组织列为具有流行或大流行潜力的疾病。有两种亚型或遗传分支，遗传分支I在历史上与刚果盆地有关，遗传分支II在历史上与西非有关。2022-2023年猴痘爆发全球疫情是由遗传分支II引起的。
猴痘病毒的编码区与天花病毒有96.3%的相似性，但在编码毒力和宿主范围的基因组部分确实有所不同。通过系统发育分析发现，猴痘病毒不是天花病毒的直系后代。

### 结构和基因组

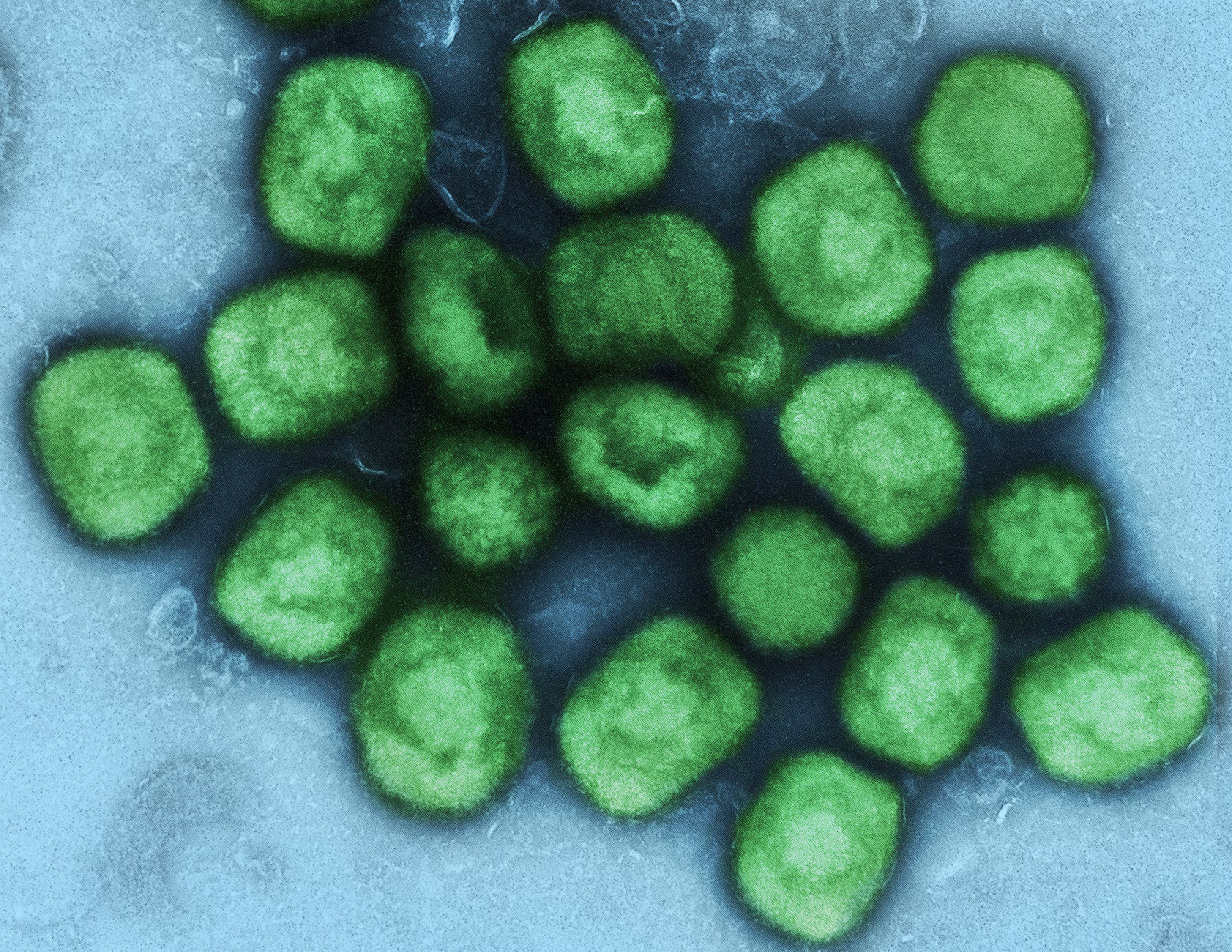
猴痘病毒颗粒的彩色透射电子显微照片（绿色）.

猴痘病毒与其他痘病毒一样，呈椭圆形，具有脂蛋白外膜。外膜保护病毒的酶、DNA和转录因子。典型的DNA病毒在真核细胞的细胞核中复制和表达其基因组，严重依赖宿主细胞的机制。然而，猴痘病毒主要依靠其基因组中编码的蛋白质，这些蛋白质使它们能够在细胞质中复制。
猴痘病毒的基因组包含200 kb的双链DNA，编码191种蛋白质。与其他痘病毒类似，猴痘病毒的病毒体具有大的椭圆形包膜。在每个病毒体中，都有一个核心，其中包含基因组以及帮助溶解蛋白质外壳和复制的酶。基因组的中心编码参与病毒转录和组装等关键功能的基因；位于病毒基因组末端的基因与病毒和宿主细胞之间的相互作用更多相关，例如刺突蛋白的特征。
与其他病毒相比，猴痘病毒相对较大。这使得病毒更难突破宿主的防御，例如穿过间隙连接。此外，较大的尺寸使病毒更难快速复制并逃避免疫反应。为了逃避宿主的免疫系统，并为复制争取更多的时间，猴痘病毒和其他正痘病毒已经进化出逃避宿主免疫细胞的机制。

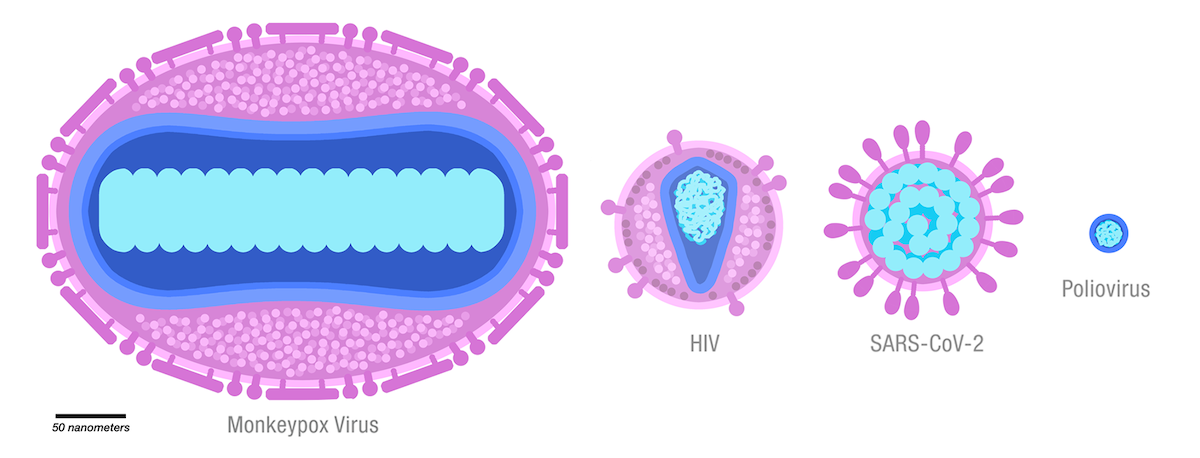
猴痘病毒的大小和结构与HIV、SARS-COV-2和脊髓灰质炎病毒的比较。膜和膜结合蛋白为紫色，衣壳为深蓝色，基因组和核苷相关蛋白为青绿色。

### 复制和生命周期
作为正痘病毒，猴痘病毒的复制完全发生在细胞质中的“工厂”中——由宿主粗面内质网（ER）创建——病毒mRNA的转录和翻译也在这里进行。DNA复制、基因表达和成熟病毒体（MV）组装也位于工厂中。
猴痘病毒的病毒体（MV）能够在病毒蛋白的帮助下与细胞表面结合。病毒进入宿主细胞质膜依赖于中性 pH 值，否则病毒进入宿主细胞质膜则通过低 pH 值依赖的内吞途径发生。猴痘病毒的MV具有进入融合复合物（EFC），使其能够在附着后进入宿主细胞。
病毒 mRNA 被宿主核糖体翻译成结构病毒体蛋白。当MPV释放病毒蛋白和酶因子使细胞失活时，基因表达开始。 成熟的病毒体具有传染性。然而，它们会留在细胞内，直到它们从工厂运输到高尔基体/内体区室。蛋白质合成使工厂的内质网膜解体，而小的脂质双层膜似乎会包裹新病毒体的基因组，现在是细胞外病毒（EV）。GARP复合物的VPS52和VPS54基因对运输很重要，是包裹病毒和形成EV所必需的。DNA串联体处理出现在新病毒体中的基因组，以及其他酶和复制周期发生所需的遗传信息。.

## 传播途径

### 动物传人类
人畜共患传播可通过直接接触受感染动物的血液、体液、伤口或粘膜病变而发生，无论这些动物是死的还是活的。这种病毒被认为起源于非洲，在那里，人们在多种动物中都观察到了这种病毒，包括绳松鼠、树松鼠、冈比亚袋鼠、睡鼠和不同种类的猴子。虽然猴痘病毒的自然宿主尚未确定，但据推测啮齿动物是最有可能的宿主。食用未经适当烹饪的肉类和食用受感染动物的其他产品被证明是感染传播的主要风险因素。

### 人类传人类

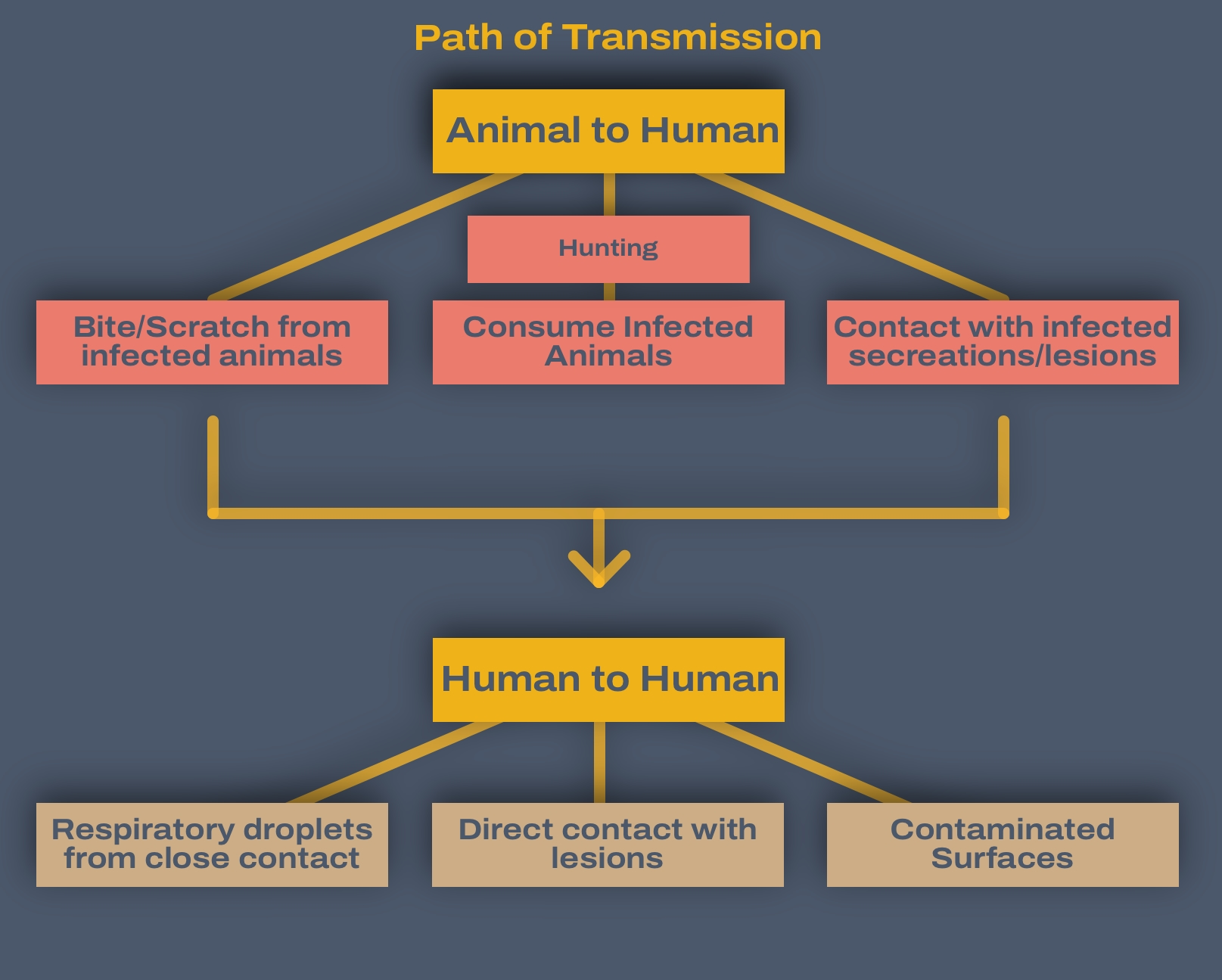
猴痘病毒的传播方式

猴痘病毒可通过接触皮肤、口腔或生殖器上的传染性病变物质或液体在人与人之间传播；这包括触摸、密切接触和性交。它也可能通过说话、咳嗽或打喷嚏时产生的呼吸道飞沫传播。 在2022—2023年的疫情期间，人与人之间的传播几乎完全是通过性接触。接触物媒（被感染者接触后可能具有传染性的物体）如衣物或床上用品的感染风险较低，但应采取预防措施。
病毒随后通过破损的皮肤或口腔、呼吸道或生殖器等粘膜表面进入人体。

### 人类传动物
有两例记录在案的人类传动物的病例。两例都发生在2022-2023年猴痘爆发疫情期间。在这两例病例中，宠物狗的主人首先感染了猴痘，然后将感染传染给了宠物。

## 历史

猴痘病毒全球传播图。
地方性分支II，原称西非演化支
地方性分支I，原称刚果盆地（中非）演化支
两个分支均有记录
2022-2023年分支IIb爆发

1958年，丹麦哥本哈根的病毒学家普雷本·冯·马格努斯（Preben von Magnus) 在用作实验动物的食蟹猕猴（Macaca fascicularis）中首次发现了猴痘病毒。 该病毒最初被命名为猴痘病毒，因为它是从猴子中分离出来的；随后的研究表明，猴子并不是主要宿主。中非和西非热带森林中的其他小型哺乳动物 被怀疑形成了自然宿主。
1970年，在刚果民主共和国诊断出第一例人类感染病例。中非流行地区经常发生小规模病毒爆发并继发人际感染；据信，感染的主要途径是接触受感染的动物或其体液。首次报告在非洲以外地区人类中爆发的疫情发生在2003年的美国；病原体被追溯到作为外来宠物进口的冈比亚袋鼠。随后，在中非流行区以外的地区也发生了多起疫情。